# Каплиця святого Володимира (Антарктида)
Каплиця святого Володимира — каплиця Православної церкви України на дослідницькій станції Академік Вернадський в Антарктиді. Одна з дев'яти церков Антарктиди та найпівденніша православна культова споруда в світі ― Церква Святої Трійці на російській станції «Беллінсгаузен» та Капличка святого Іоана Рильського на болгарській станції «Святий Климент Охридський» розташовані північніше).

## Історія
Збудована у березні 2011 року. Її освятив архієпископ Львівський і Галицький Августин.
Каплиця належала до УПЦ Московського патріархату. 7 квітня 2019 року каплиця перейшла до Православної церкви України.